# Chung kết UEFA Champions League 2008
Trận chung kết UEFA Champions League năm 2008 là trận chung kết thứ mười sáu của UEFA Champions League và thứ 53 của Cúp C1 châu Âu. Đây là trận chung kết Cúp C1 châu Âu hay Champions League đầu tiên trong lịch sử giữa 2 câu lạc bộ của Anh là Manchester United và Chelsea trên sân vận động Luzhniki, Moskva, Nga vào ngày 21 tháng 5 năm 2008. Sau khi hòa 1–1 trong 2 hiệp chính và 2 hiệp phụ, Manchester United chiến thắng 6–5 trong loạt đá 11m, lần thứ ba giành Cúp C1 châu Âu.

## Đường đến trận chung kết
| Đội               | Tr | T | H | B | BT | BB | HS  | Đ  |
| ----------------- | -- | - | - | - | -- | -- | --- | -- |
| Manchester United | 6  | 5 | 1 | 0 | 13 | 4  | +9  | 16 |
| AS Roma           | 6  | 3 | 2 | 1 | 11 | 6  | +5  | 11 |
| Sporting CP       | 6  | 2 | 1 | 3 | 9  | 8  | +1  | 7  |
| Dynamo Kyiv       | 6  | 0 | 0 | 6 | 4  | 19 | −15 | 0  |

| Đội        | Tr | T | H | B | BT | BB | HS | Đ  |
| ---------- | -- | - | - | - | -- | -- | -- | -- |
| Chelsea    | 6  | 3 | 3 | 0 | 9  | 2  | +7 | 12 |
| Schalke 04 | 6  | 2 | 2 | 2 | 5  | 4  | +1 | 8  |
| Rosenborg  | 6  | 2 | 1 | 3 | 6  | 10 | −4 | 7  |
| Valencia   | 6  | 1 | 2 | 3 | 2  | 6  | −4 | 5  |

## Chi tiết trận đấu
| Manchester United                                                | 1–1 (h.p.) | Chelsea                                                         |
| ---------------------------------------------------------------- | ---------- | --------------------------------------------------------------- |
| Ronaldo 26'                                                      | Chi tiết   | Lampard 45'                                                     |
| Loạt sút luân lưu                                                |            |                                                                 |
| Tevez · Carrick · Ronaldo · Hargreaves · Nani · Anderson · Giggs | 6–5        | Ballack · Belletti · Lampard · A. Cole · Terry · Kalou · Anelka |

| Manchester United | Chelsea |

| MANCHESTER UNITED: |    |                   |      |        |
| TM                 | 1  | Edwin van der Sar |      |        |
| RB                 | 6  | Wes Brown         |      | 120+5' |
| CB                 | 5  | Rio Ferdinand (c) | 43'  |        |
| CB                 | 15 | Nemanja Vidić     | 111' |        |
| LB                 | 3  | Patrice Evra      |      |        |
| RM                 | 4  | Owen Hargreaves   |      |        |
| CM                 | 18 | Paul Scholes      | 21'  | 87'    |
| CM                 | 16 | Michael Carrick   |      |        |
| LM                 | 7  | Cristiano Ronaldo |      |        |
| CF                 | 10 | Wayne Rooney      |      | 101'   |
| CF                 | 32 | Carlos Tevez      | 116' |        |
| Dự bị:             |    |                   |      |        |
| TM                 | 29 | Tomasz Kuszczak   |      |        |
| HV                 | 22 | John O'Shea       |      |        |
| HV                 | 27 | Mikaël Silvestre  |      |        |
| TV                 | 8  | Anderson          |      | 120+5' |
| TV                 | 11 | Ryan Giggs        |      | 87'    |
| TV                 | 17 | Nani              |      | 101'   |
| TV                 | 24 | Darren Fletcher   |      |        |
| Huấn luyện viên:   |    |                   |      |        |
| Sir Alex Ferguson  |    |                   |      |        |

| CHELSEA:         |    |                   |      |        |
| TM               | 1  | Petr Čech         |      |        |
| RB               | 5  | Michael Essien    | 118' |        |
| CB               | 6  | Ricardo Carvalho  | 45'  |        |
| CB               | 26 | John Terry (c)    |      |        |
| LB               | 3  | Ashley Cole       |      |        |
| DM               | 4  | Claude Makélélé   | 21'  | 120+4' |
| CM               | 13 | Michael Ballack   | 116' |        |
| CM               | 8  | Frank Lampard     |      |        |
| RW               | 10 | Joe Cole          |      | 99'    |
| LW               | 15 | Florent Malouda   |      | 92'    |
| CF               | 11 | Didier Drogba     | 116' |        |
| Dự bị:           |    |                   |      |        |
| TM               | 23 | Carlo Cudicini    |      |        |
| HV               | 33 | Alex              |      |        |
| HV               | 35 | Juliano Belletti  |      | 120+4' |
| TV               | 12 | Mikel John Obi    |      |        |
| TV               | 21 | Salomon Kalou     |      | 92'    |
| TĐ               | 7  | Andriy Shevchenko |      |        |
| TĐ               | 39 | Nicolas Anelka    |      | 99'    |
| Huấn luyện viên: |    |                   |      |        |
| Avram Grant      |    |                   |      |        |

| Cầu thủ xuất sắc nhất trận của UEFA: Edwin van der Sar Cầu thủ xuất sắc nhất trận của cổ động viên: Cristiano Ronaldo Trợ lý trọng tài Roman Slysko Martin Balko Trọng tài thứ tư Vladimir Hrinak |

### Thống kê
|                | Hiệp 1 | Hiệp 1 | Hiệp 2 | Hiệp 2 | Hiệp phụ | Hiệp phụ | Cả trận | Cả trận |
| MUN            | CHE    | MUN    | CHE    | MUN    | CHE      | MUN      | CHE     |         |
| -------------- | ------ | ------ | ------ | ------ | -------- | -------- | ------- | ------- |
| Bàn thắng      | 1      | 1      | 0      | 0      | 0        | 0        | 1       | 1       |
| Sút bóng       | 5      | 6      | 4      | 14     | 3        | 4        | 12      | 24      |
| Sút cầu môn    | 3      | 1      | 0      | 1      | 2        | 1        | 5       | 3       |
| Kiểm soát bóng | 59%    | 41%    | —      | —      | —        | —        | 58%     | 42%     |
| Phạt góc       | 2      | 2      | 2      | 4      | 1        | 2        | 5       | 8       |
| Lỗi            | 5      | 9      | 9      | 9      | 8        | 7        | 22      | 25      |
| Việt vị        | 0      | 1      | 0      | 1      | 1        | 0        | 1       | 2       |
| Thẻ vàng       | 2      | 2      | 0      | 0      | 2        | 2        | 4       | 4       |
| Thẻ đỏ         | 0      | 0      | 0      | 0      | 0        | 1        | 0       | 1       |

- Báo cáo chi tiết của UEFA
- Thống kê của UEFA